# رضا مصطفوی طباطبایی
رضا مصطفوی طباطبایی از دلالان نفتی مهم ایران است. گزارشی از وی و نام او اولین بار در سال ۱۳۹۱ توسط سایت بازتاب امروز منتشر شد به همراه تصویری از او در حال بازی پوکر که در سایت POKERNEWS منتشر شده بود. او به نوشته بازتاب امروز پیرامون قرارداد کرسنت بازجویی شده است. به نوشته رسانه‌های ایران وی در واردات دکل نفتی از جمله از چین نقش داشته است. خبرگزاری فارس در مرداد ۱۳۹۴ متن قراردادی پیرامون دکل گمشده ایران (دکل فورچون) را منتشر کرد که در ان باز هم به مصطفوی اشاره شده است.
به ادعای یکی از سایت‌های ایرانی وی ممنوع‌الخروج بوده اما با روابطی در سال ۱۳۸۹ موفق به خروج از ایران شده. در اواخر سال ۱۳۹۳ یکی از سایت‌های خبری ایران از تلاش او برای خارج کردن اموالش از طریق وکیل خبر داد. رسانه‌های ایرانی وی را متهم کره‌اند که همراه با مراد شیرانی (دیگر دلال نفتی) در شرکت سپنتا اینترنشنال فعال بوده است.
همانند بسیاری از سرمایه داران و دلالان در دوران دولت احمدی‌نژاد شرکت سپنتا اینترنشنال که مراد شیرانی و طباطبایی آن را اداره می‌کنند در فوتبال هم با عنوان خیر مبالغی را خرج می‌کنند. نفت مسجد سلیمان و پرسپولیس در دوره ریاست رویانیان این باشگاه‌ها هستند.